# 日本イエス・キリスト教団
日本イエス・キリスト教団（にほんイエス・キリストきょうだん）は、牧師の井上 義実が代表（委員長）を務める日本の宗教法人である。

## 概要
兵庫県神戸市兵庫区に事務所を置くプロテスタント福音派のキリスト教団。ホーリネス運動の流れを汲み、日本福音同盟に加盟している。
34都道府県に127教会が所属している。
聖公会の宣教師で「松江バンド」の中心人物であったバークレー・バックストンが日本伝道隊を組織。その伝道組織として「日本イエス・キリスト教会」を設立、その後別個の教団として独立。
前委員長は川原﨑晃であり、2016年（平成28年）までの宗教年鑑でも確認できる。

## 歴史
- 1935年（昭和10年） 日本イエス・キリスト教会設立（佐藤邦之助が初代総理）
- 1940年（昭和15年） 日本伝道基督教団と合同
- 1941年（昭和16年） 日本基督教団と合同（第七部として加入していた。）
- 1946年（昭和21年） 日本基督教団の中で日本伝道会を結成した。（小島伊助が委員長）
- 1951年（昭和26年） 7月日本伝道会に加入する21の教会が神戸の塩屋の聖書学校で日本イエス・キリスト教団を設立。（小島伊助が初代委員長）、日本伝道隊と協力しつつ、日本全国に伝道を展開した。
- 1958年（昭和33年） 塩屋の聖書学舎が関西聖書神学校と改名する。同年、道城重太郎が第2代目委員長に就任する。

## 特色
- 聖潔と聖霊の内住を強調している。
- 有馬聖会をはじめとする聖会との関わりが深い。
- 本田弘慈を日本福音クルセードの働きに送り出していた。
- 教団発行の『月刊ベラカ 〜輝ける信仰生活のために〜』という左綴じの月刊誌を逆からめくると『聖書日課 〜日々の豊かなディボーションのために〜』というディヴォーションのテキストになっている。